# Jessica Paré
Jessica Paré (Montreal, 5 de diciembre de 1980) es una actriz de cine y televisión canadiense. Ha aparecido en las películas Stardom en 2000, Lost and Delirious en 2001, Wicker Park en 2004, Hot Tub Time Machine en 2010, y coprotagonizó la película de terror y comedia Suck en 2009. Interpreta a Megan Draper, desde la cuarta temporada de Mad Men.

## Primeros años
Jessica Paré nació en Montreal, Quebec, Canadá el 5 de diciembre de 1980. Es hija de Anthony Paré, jefe del departamento de educación en la Universidad McGill, y Louise Mercier, una intérprete de conferencia. Creció en un vecindario de Montreal de Notre-Dame-de-Grâce y tiene tres hermanos. Paré es bilingüe, habla inglés y francés. Su familia es católica.
Los padres de Paré eran actores; su padre era un profesor de drama e hizo giras con una compañía de teatro. Su madre actuó en producciones de aficionados. Paré observaba a su padre en ensayos cuando era niña, y se interesó en actuar cuando lo ayudó a aprender las líneas con su padre para The Tempest. Asistió a Villa María, una escuela privada católica de niñas en Montreal. Paré estudió drama en TheatreWorks, y apareció en más de una docena de producciones de teatro para aficionados cuando era adolescente, incluyendo un papel como Maid Marian en Robin Hood.

## Carrera
Paré consiguió un papel pequeño en Bonanno: A Godfather's Story, una película para televisión de mafia, durante su último año en la secundaria, que la convenció para perseguir una carrera de actuación. También consiguió pequeños papeles en un episodio de la serie Big Wolf on Campus y en la película francesa En Vacances en 1999. Dejó el programa de bellas artes en la Universidad Dawson y siguió una carrera de actuación durante dos años. En un momento, trabajó como asistente de fotógrafo en sesiones de fotos de automóviles.
Después de audicionar por un papel pequeño en la película independiente Stardom en 2000, el director Denys Arcand eligió a Paré para protagonizar la película. Interpretó a una jugadora de hockey sobre hielo ingenua propulsada al estrellato internacional como una supermodelo, coprotagonizada con Dan Aykroyd; el papel paralelo a su propia participación en la película. Paré se convirtió en "it girl", seguido al lanzamiento de la película. Fue votada como una de las 25 personas más bellas en Canadá por una revista Canadiense, pero no tomó muy en serio el título.
Paré luego protagonizó en Lost and Delirious en 2001, con Piper Perabo, en una historia de dos amantes jóvenes en una escuela de niñas. La película fue el debut en inglés por la directora Léa Pool, y debutó con críticas positivas en el Festival de Cannes. Paré apareció en la miniserie Random Passage en 2002, basada en una serie de novelas por Bernice Morgan, y fijadas en Newfoundland en 1800. También ese año, apareció en la miniserie Napoléon como la amante del emperador. Tuvo un cameo como una cantante pop en Bollywood/Hollywood, y protagonizó en Posers. Paré luego apareció en la miniserie The Death and Life of Nancy Eaton en 2003, dirigida por Jerry Ciccoritti, en el papel de la heredera asesinada Nancy Eaton.
Paré hizo su debut en Hollywood en la película de 2004 Wicker Park, dirigida por Paul McGuigan, como la prometida de Josh Hartnett. Paré protagonizó en Lives of the Saints ese año, con Sophia Loren y Kris Kristofferson, una miniserie en 1960. Estuvo en el falso documental See This Movie, con Seth Meyeres y John Cho, y tuvo un papel en la serie dramática Jack & Bobby. La serie era sobre dos hermanos, uno de ellos crece para ser el presidente de los Estados Unidos; el personaje de Paré, Courtney Benedict, crece para ser la Primera dama.
Paré filmó el piloto de televisión Protect and Serve con Dean Cain en 2007. Filmó la película independiente romántica Jusqu'à toi en ese año. Paré coprotagonizó como Liza, junto con Justin Bartha, Mélanie Laurent, y Billy Boyd. Tuvo un papel pequeño en The Trotsky, una comedia filmada en Montreal a finales de 2008, dirigida por Jacob Tierney. También filmó Suck, a comienzos de 2008, una comedia de terror escrita y dirigida por Rob Stefaniuk. Paré aprendió a tocar el bajo para el papel. Suck se estrenó en el Festival de Cine Internacional de Toronto de 2009. Estuvo nominada por un Premio Canadian Comedy en 2010 por mejor actuación femenina en cine por el papel.
Paré filmó Red Coat Justice con Wyeth Clarkson en 2009. Tuvo un papel en la comedia de 2010 Hot Tub Time Machine, con John Cusack, Craig Robinson, Rob Corddry y Clark Duke. Paré interpretó a una groupie del personaje de Nick (Craig Robinson). Paré aparece en la comedia Peepers, escrita y dirigida por Seth W. Owen, junto con Joe Cobden, Paul Spence, y Ricky Mabe. La película, sobre placeres en el voyeurismo, compitió en el festival de cine Just for Laughes en Montreal en julio de 2010. Interpreta a Megan Calvet, secretaria de Don Draper, y prometida al final de la cuarta temporada de la serie Mad Men.
En 2017 se une al reparto de la serie de acción militar Seal Team en el papel de Mandy Ellis como analista de la CIA. La serie fue renovada para una cuarta temporada en 2020.

## Vida personal
Jessica Paré ha vivido en Los Ángeles, California desde 2004. Se casó con el escritor y productor estadounidense Joe Smith en 2007, pero la pareja se separó. Paré ha estado viviendo desde entonces en Santa Mónica con otras dos actrices. En 2015, dio a luz un hijo varón nacido en 2015 llamado Blues Anthony, fruto de su relación con el músico John Kastner.
Paré es católica. Ella también se considera feminista, diciendo que "por supuesto que soy feminista... si no estás a favor de la igualdad de trato entre hombres y mujeres, entonces eres fascista".

## Filmografía

### Cine
| Año  | Película                | Personaje       | Nota         |
| ---- | ----------------------- | --------------- | ------------ |
| 2000 | Stardom                 | Tina Menzhal    |              |
| 2000 | Holiday                 | Carole          |              |
| 2000 | Possible Worlds         | Party Guest #1  |              |
| 2001 | Lost and Delirious      | Victoria Moller |              |
| 2002 | Bollywood/Hollywood     | Kimberly        |              |
| 2002 | Posers                  | Adria           |              |
| 2004 | See This Movie          | Samantha Brown  |              |
| 2004 | Wicker Park             | Rebecca Martin  |              |
| 2009 | Jusqu'à toi             | Liza            |              |
| 2009 | The Trotsky             | Laura           |              |
| 2009 | Suck                    | Jennifer        |              |
| 2010 | Hot Tub Time Machine    | Tara            |              |
| 2010 | Peepers                 | Helen           |              |
| 2011 | Sorry, Rabbi            | Marie-Helene    | Cortometraje |
| 2011 | Beholder                | Sasha           | Cortometraje |
| 2011 | The Mountie             | Amethyst        |              |
| 2013 | Standby                 | Alice           |              |
| 2015 | Brooklyn                | Miss Fortini    |              |
| 2016 | Lovesick                | Lauren          |              |
| 2018 | Another Kind of Wedding | Carrie          |              |
| 2020 | Death of a Ladies' Man  | Charlotte       |              |

### Televisión
| Año             | Título                            | Rol                            | Nota                                    |
| --------------- | --------------------------------- | ------------------------------ | --------------------------------------- |
| 1990            | The Baby-Sitters Club             | Kathi                          | Episodio: «Mary Anne and the Brunettes» |
| 1999            | Big Wolf on Campus                | Tanya                          | Episodio: «Time and Again»              |
| 1999            | Bonanno: A Godfather's Story      | Rosalie Profaci                |                                         |
| 2002            | Napoleón                          | Eleanore Denuelle              | Episodio: «1800-1807»                   |
| 2002            | Random Passage                    | Annie Vincent                  |                                         |
| 2003            | The Death and Life of Nancy Eaton | Nancy Eaton                    |                                         |
| 2004            | Lives of the Saints               | Rita Amherst                   |                                         |
| 2004–2005       | Jack & Bobby                      | Courtney Benedict              | Personaje recurrente                    |
| 2007            | Life                              | Julia                          | Episodio: «The Fallen Woman»            |
| 2007            | Protect and Serve                 | Hope Cook                      |                                         |
| 2010–2015       | Mad Men                           | Megan Calvet Draper            | Personaje recurrente                    |
| 2013            | Satisfaction                      | Robin                          | Episodio: «Firs Contact»                |
| 2014            | Robot Chicken                     | Kristy Thomas, Betty Ann (voz) | Episodio: «Panthropologie»              |
| 2016            | The Interestings                  | Ash Wolf                       | Episodio: «Piloto»                      |
| 2017–2021, 2022 | Seal Team                         | Amanda "Mandy" Ellis           | Protagonista                            |
| 2018            | Six                               | Tattoo Artist                  | Episodio: «Danger Close»                |
| 2019            | Star vs. the Forces of Evil       | Chloe (voz)                    | Episodio: «Britta's Tacos»              |
| 2019            | Big Hero 6: The Series            | Celine Simard/Sirque (voz)     | Episodio: «Portal Enemy»                |
| 2021            | Atypical                          | Honey                          | Episodio: «Dessert at Olive Garden»     |
| 2021            | Los Simpson                       | Collette (voz)                 | Episodio: «A Serious Flanders»          |